# Білогловські (герб)
Білогловські (Бялогловські, Вайскопф, пол. Białogłowski, Weiskopf) - шляхетський герб з індигенату.

## Опис герба
В червоному полі три срібні черепи (1 над 2). 
В клейноді над шоломом в короні три пера страуса. Намет червоний, підбитий сріблом.

## Історія герба
Походить з Лівонії, індигенат від 1600 року.

## Роди
Білогловські (Бялогловські, пол. Białogłowski), Білокози (Бялокози, пол. Białokoz), Білокосси (Бялокосси, пол. Białokoss), Вайскопфи (Вейскопфи, пол. Weiskopf).

## Відомі власники
- Феліціян Білогловський гербу власного  (пом. після 1693) – ротмістр коронної армії, войський перемиський.

## Зовнішні посилання
- Герб Białogłowski на сайті Генеалогія dynastyczna (за Chrząńskim)